# Ørnebregne-ordenen
Ørnebregne-ordenen (Dennstaedtiales) er en monotypisk orden med kun én familie, den nedennævnte. Det er arter, som har mangedobbelt snitdelte blade, men i øvrigt mange forvirrende, ydre træk. Det har gjort den taxonomiske ordning af arterne besværlig, men de seneste DNAundersøgelser synes at bekræfte inddelingerne.
Iflg ITIS bør familier i denne orden dog tilskrives Engelsød-ordenen (Polypodiales).
| Familier |

- Ørnebregne-familien (Dennstaedtiaceae)